# رمسيس باريس (فلم)
رمسيس باريس هو فيلم مصري عرض عام 2023م في موسم عيد الفطر، بطولة هيفاء وهبي ومحمد سلام ومحمد ثروت وحمدي الميرغني ومحمود حافظ، من تأليف كريم حسن بشير ومن إخراج أحمد خالد موسى، وهو من أفلام عيد الفطر 1444 هـ.

## قصة الفيلم
تبدأ قصة حب بين إيزابيل ابنة المحتل الفرنسي حاكم رشيد، وبين الشاب المصري سليم، وتهرب ليلة زفافها على شخص فرنسي لكن والدها يجدها ويرسلها لفرنسا، وهناك تلجأ لساحر مغربي كي يجلب لها سليم بأي وسيلة، فيعطيها الساحر شكمجية بها مخدرات ويطلب منها ارسالها لسليم حتى يستعملها ويحضر لفرنسا، ولكن يتم القبض على سليم وتظل الشكمجية حتى يمر عليها الزمن ويعثر عليها شخص في العصر الحديث.

## فريق العمل
- إخراج: أحمد خالد موسى
- فكرة: محمود حجازي
- تأليف: كريم حسن بشير
- مدير التصوير: تيمور تيمور
- مونتاج: عمرو ربيع
- موسيقى تصويرية: مادي
- إنتاج: ريمون رمسيس، أحمد خالد موسى
- توزيع داخلي: سينرجي للإنتاج الفني
- توزيع خارجي: إمباير إنترناشونال

## وصلات خارجية
- مقالات تستعمل روابط فنية بلا صلة مع ويكي بيانات